# Openingsboek
Het openingsboek is de beslissingsboom die een schaakprogramma in de opening hanteert.
Ook bij andere bordspellen kan men van een openingsboek spreken.
Het schaakspel heeft schier oneindig veel mogelijkheden en een schaker zal in de loop van een partij stellingen op het bord zien die nooit eerder in enige partij zijn voorgekomen - laat staan dat ze onderzocht zijn.
De schaker zal dus zelf in beperkte tijd moeten vaststellen wat de beste zet is.
Dit geldt echter niet voor de opening van de partij.
In de loop der eeuwen is het schaakspel dermate verkend, dat iedere gevorderde speler bekend is met een aantal openingen: opeenvolgingen van zetten die algemeen aanvaard, of althans aanvaardbaar zijn. Die kennis is onmisbaar; beschikt de speler daarover niet, dan moet hij bij iedere partij opnieuw een aantal ontdekkingen doen die door voorgangers allang gedaan zijn. Dit zou te veel tijd kosten, en zelfs binnen het bestek van één partij onmogelijk zijn.
Over vergelijkbare informatie moet een schaakprogramma beschikken; zij is als het ware het openingsrepertoire van een schaakprogramma. Het is van belang dat het openingsboek is afgestemd op de speelstijl van het programma, zoals ook levende spelers hun eigen voorkeur zullen hebben voor bepaalde openingsvarianten.